# The Callous Heart
The Callous Heart es el segundo EP de la banda británica de punk rock Creeper. Fue grabado con el productor Neil Kennedy en The Ranch Production House en Southampton , fue estrenado originalmente en el Reino Unido el 18 de septiembre de 2015 como el primer lanzamiento de la banda desde que firmó con el principal sello Roadrunner Records en junio de 2015.
Fue escrito por el vocalista Will Gould y los guitarristas Ian Miles y Sina Nemati, The Callous Heart fue apoyado por el lanzamiento de videos musicales para "Lie Awake", "The Honeymoon Suite" y "Allergies". El EP fue el último lanzamiento de Creeper para presentar a Nemati, quien dejó la banda en diciembre de 2015. La respuesta de los medios al lanzamiento fue generalmente positiva, con algunos críticos notando una progresión desde el Creeper de 2014.

## Recepción
La respuesta mediática a The Callous Heart fue generalmente positiva. Al revisar el EP de la revista Upset , Ali Shutler elogió las cinco canciones y calificó el lanzamiento de "bewitching". Hablando del estilo de la música en el EP, Shutler añadió que "el transporte de narración que le dio a Creeper su encanto está vivo y bien aquí, pero en lugar de rascar los cuentos a la luz de las velas, Creeper está de pie, con los brazos extendidos, listo y dispuesto Para llevarte a este mundo, y qué mundo es. ¡Kerrang! Concedió el EP cuatro fuera de cinco, mientras que Cassie Whitt de la prensa alternativa describió el estilo de "la habitación de la luna de miel" A bandas como AFI y Tiger Army
.

## Lista de canciones
| N.º | Título                | Escritor(es) | Duración |  |
| 1.  | «Black Cloud»         | Will Gould   | 3:37     |  |
| 2.  | «The Honeymoon Suite» | Gould        | 2:50     |  |
| 3.  | «Allergies»           | Gould        | 2:55     |  |
| 4.  | «Lie Awake»           | Gould        | 3:20     |  |
| 5.  | «Henley's Ghost»      | Gould        | 3:16     |  |

## Personal
- Will Gould - voz
- Ian Miles - guitarra, coros
- Sina Nemati - guitarra
- Sean Scott - bajo
- Dan Bratton - batería
- Neil Kennedy - producción, ingeniería
- Alan Douches - masterización